# Turistická značená trasa 4250
 Turistická značená trasa 4250 je 14,5 km dlouhá zeleně značená trasa Klubu českých turistů v okrese Trutnov spojující Horní Maršov a Pec pod Sněžkou. Její převažující směr je severní a posléze západní. Trasa se ve velké většině nachází na území Krkonošského národního parku.

## Průběh trasy

### Úsek Horní Maršov - Spálený Mlýn
Turistická trasa má svůj počátek na rozcestí v centru Horního Maršova na rozcestí se žlutě značenou trasu 7224 přicházející sem od Modrokamenné boudy a pokračující jako trasa 7223 na Rýchorskou boudu. Zároveň je zde výchozí modře značená trasa 1819 na Lysečinskou boudu.
Trasa opouští zástavbu Horního Maršova a prudce stoupá do jižního úbočí Dlouhého hřebenu nejprve loukou a poté lesem. Na rozcestí pod Starou horou se zde končící modře značenou trasou 1817 z Janských Lázní vstupuje na vrstevnicovou Emminu cestu. Po ní prochází sedlem mezi Starou horou a Špičákem a pokračuje západním úbočím Dlouhého hřebenu k severu. Vstupuje do asi kilometrového souběhu s modře značenou trasou 1818 z údolí Malé Úpy a zatímco trasa 1818 pokračuje dál po Emmině cestě do sedla Cestník, trasa 4250 klesá do Spáleného Mlýna. V závěru klesání vede v souběhu se zde končící žlutě značenou trasou 7220 z Pomezních Bud. Na parkovišti ve Spáleném Mlýně se trasa 4250 křižuje s modře značenou trasou 1813 vedoucí od kostela v Horní Malé Úpě do Úpy Velké.

### Úsek Spálený Mlýn - Pec pod Sněžkou
Trasa 4250 pokračuje ze Spáleného Mlýna k západu krátce po silnici II/252, přechází Malou Úpu a po lesní cestě stoupá Pěnkavčí cestou severním svahem Pěnkavčího vrchu na Portášovy Boudy. Ještě před nimi vstupuje do souběhu ze žlutě značenou Kubátovou cestou od soutoku Úp na Sněžku. V něm pokračuje a stoupá přes rozcestí se žlutě značenou trasou 7211 směr Černá hora na Růžohorky, kde souběh končí. Trasa 4250 odtud prudce klesá po lesních pěšinách jihozápadním směrem k luční enklávě Větrník, pod kterou se nachází rozcestí se žlutě značenou trasou 7236 k dolní stanici lanové dráhy na Sněžku. Trasa 4250 pak klesá již mírněji po lesní pěšině do centra Pece pod Sněžkou.
Na trasu 4250 zde přímo navazuje rovněž zeleně značená trasa 4206 do Špindlerova Mlýna, dále zde prochází červeně značený Okruh Zeleným a Modrým dolem a opět modře značená trasa 1813 z Velké Úpy do Obřího dolu. Dále sem přichází žlutě značená trasa 7213 od Lesní boudy, na kterou navazuje rovněž žlutě značená trasa 7215 na boudu Husovu a je tu výchozí modře značená trasa 1812 do Černého Dolu.

## Turistické zajímavosti na trase
- Zámek Horní Maršov
- Spálený Mlýn
- Lanová dráha Velká Úpa - Portášovy Boudy horní stanice
- Herní krajina Pecka
- Růžohorky - turistická chata a vyhlídkové místo
- Studánka pod Růžohorkami
- Pec pod Sněžkou

## Emmina cesta
Emmina cesta (německy Emmaweg) je asi 7,5 km dlouhá historická cesta zachycená mj. na mapě z roku 1937 spojující západním svahem Dlouhého hřebene Horní Maršov a sedlo Cestník. Trasa 4250 ji využívá v její dolní části, v horní pak modře značená turistická trasa 1818.. V současné době má charakter lesní cesty, vhodná pro provoz motorových vozidel je v horním úseku.

## Pěnkavčí cesta
Pěnkavčí cesta (německy Pinken Weg) je asi 3 km dlouhá historická cesta zachycená mj. na mapě z roku 1937 spojující severním svahem Pěnkavčího vrchu Spálený Mlýn s Portášovými Boudami. Trasa 4250 ji v celé délce využívá souběžně s místní červeně značenou turistickou trasou. V současné době jde o lesní cestu vhodnou pro provoz motorových vozidel.